# 鵤荘
鵤荘（いかるがのしょう）は播磨国揖保郡に存在した荘園。現在の兵庫県太子町・姫路市・たつの市付近にあった。法隆寺創建時からの同寺の所領とされ、荘名も法隆寺があった大和国の斑鳩に由来している。

## 概要
747年（天平19年）に作成された『法隆寺伽藍縁起并流記資財帳』によれば、598年（推古天皇6年）に聖徳太子が岡本宮で『法華経』と『勝鬘経』を推古天皇に講義した際に、推古天皇から法隆寺建立の資として水田219町余のほか、薗地12町2段、山林5地、池1か所、庄倉1棟、封戸50戸として勅施入したのが由来とされる。元は法隆寺の初期荘園であったとみられるが、記録上に登場するのは平安時代後期に入ってからで、『法隆寺別当次第』には1039年（長暦3年）に法隆寺の別当になった親誉大徳の時代に官省符荘の手続が取られたことが記されており、この時期に立券荘号されたと推定されている。法隆寺はこの地に斑鳩寺を建立して政所の業務と布教の拠点とした。1186年（文治2年）、この荘の地頭に任命された金子家忠がこの荘の押領を企てたと法隆寺から訴えがあり、後白河法皇は源頼朝に院宣を下し、押領を止めさせた。鎌倉時代には周辺の低地帯を開墾して360町まで面積を広げたが、鎌倉幕府に一時没収されて1319年（元応元年）に返還され、以後法隆寺の一円支配が続いた。1336年（南朝：延元元年、北朝：建武3年）、新田義貞は足利尊氏と結ぶ播磨国の赤松則村（円心）を攻めるためにこの荘を占拠した。戦国時代に入った1497年（明応6年）にも法隆寺から段銭が賦課されるなど、比較的安定した支配が続いていたが、天文年間に入ると戦乱によってその支配に幕を閉じた。
1329年（元徳元年）・1386年（南朝：元中3年、北朝：至徳3年）に作成された荘絵図や1398年（応永5年）から1545年（天文14年）までの政所による記録である『鵤荘引付』など、中世荘園に関する史料を多く遺していることでも知られている。

## 鵤荘の牓示石
地元の太子町内の6ヶ所の地点には「太子のはじき石」・「太子の投げ石」と称する、聖徳太子が鵤荘に下向してこの荘園の境界を示す（牓示）ために置かせた牓示石と伝承される大きな石が存在し、このうち4ヶ所のものは兵庫県の指定文化財に指定されている（なお、牓示石の「ぼう」は「傍」のにんべんを片へんにした漢字である。）。
- 指定文化財のもの：太子町内の鵤北山根、平方、東南、東出の各地域にある。
- 文化財指定外のもの：同町内の松ヶ下、桜ヶ坪の各地域にある。